# El arte de la guerra
El arte de la guerra (en chino simplificado, 孙子兵法; en chino tradicional, 孫子兵法; pinyin, Sūn Zǐ Bīngfǎ; Wade-Giles, Sun-Tzu-Ping-Fa; literalmente, ‘El arte de la guerra de Sun Tzu’) es un libro sobre tácticas y estrategias militares, escrito por Sun Tzu («Maestro Sun»), un famoso estratega militar chino. Se trata de un antiguo tratado militar chino que data del final del periodo de las Primaveras y Otoños (aproximadamente del siglo V a. C.). La obra consta de trece capítulos, cada uno dedicado a un aspecto de la guerra y de cómo se aplica a la estrategia y tácticas militares. Durante casi mil quinientos años fue el texto principal de una antología que se formalizaría como los siete clásicos militares del emperador Song Shenzong en 1080. El arte de la guerra sigue siendo el texto de estrategia más influyente en la guerra de Asia Oriental y ha influido en el pensamiento militar oriental y occidental, así como en las tácticas de negocios y en la estrategia legal, entre otros campos.
Este libro contiene una explicación detallada y un análisis del ejército chino, desde las armas y la estrategia hasta el rango y la disciplina. Sun Tzu también subrayó la importancia de los agentes de inteligencia y el espionaje para el esfuerzo bélico. Debido a que Sun Tzu ha sido considerado durante mucho tiempo como uno de los mejores tácticos y analistas militares de la historia, sus enseñanzas y estrategias formaron la base del entrenamiento militar avanzado durante los siguientes siglos.
El libro fue traducido al francés y publicado en 1772 (reeditado en 1782) por el jesuita francés Joseph-Marie Amiot con el título de Art Militaire des Chinois. En 1905, el oficial británico Everard Ferguson Calthrop intentó realizar una traducción parcial al inglés bajo el título The Book of War. La primera traducción anotada al inglés fue completada y publicada por Lionel Giles en 1910. Líderes militares y políticos como el revolucionario comunista chino Mao Zedong, el daimio japonés Takeda Shingen y el general militar estadounidense Norman Schwarzkopf se han inspirado en el libro.

## Historia

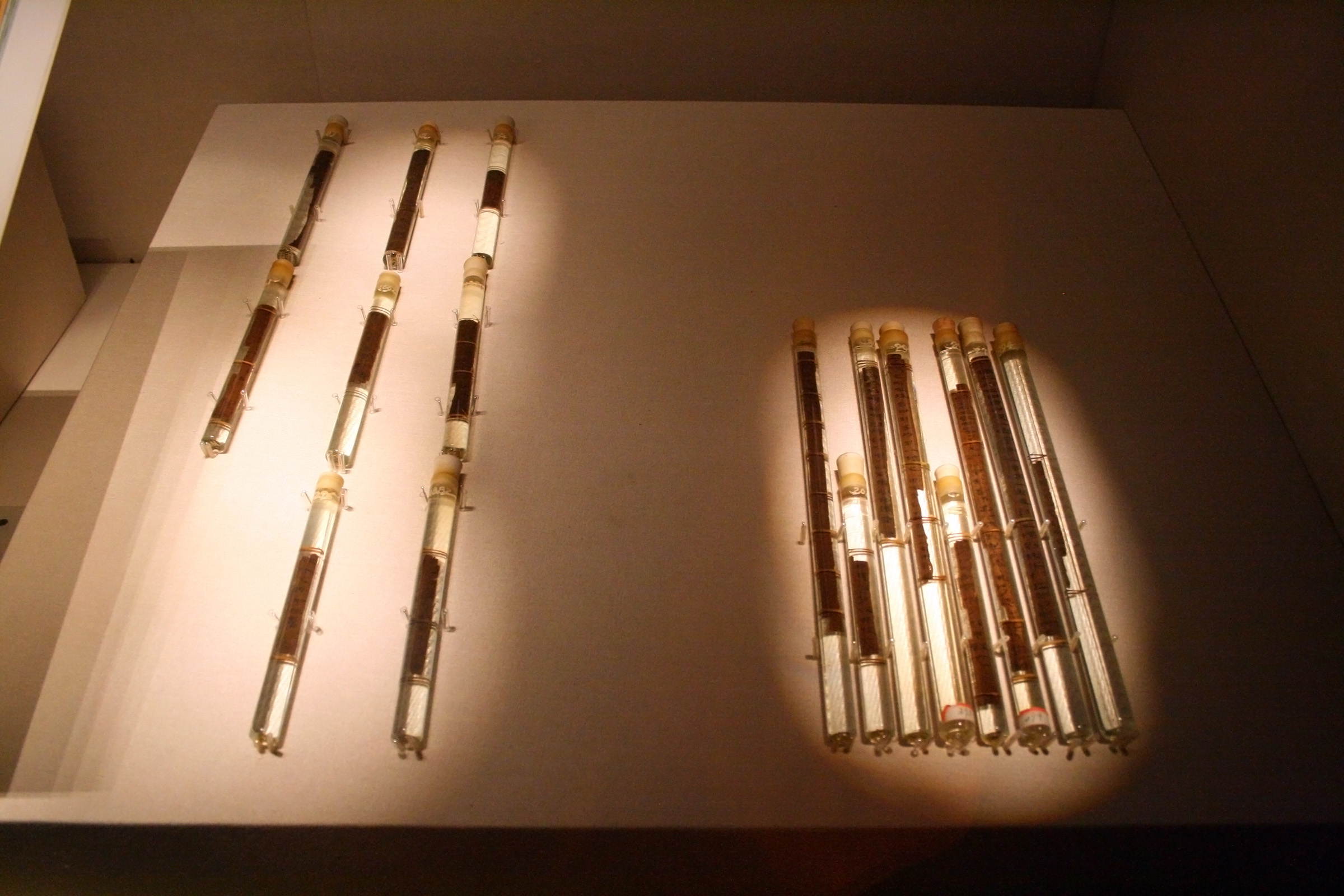
Tablillas de bambú desenterradas en 1972 en la montaña Yinque, ciudad de Linyi, Shandong. Incluye una copia de "El arte de la guerra", data del s. ii a. C.

### Texto y comentarios
El arte de la guerra se atribuye tradicionalmente a un general militar de finales del siglo VI a. C. conocido como «Maestro Sun» (Sūnzǐ o Sun Tzu), aunque sus primeras partes probablemente datan de por lo menos 100 años más tarde. La obra Memorias históricas de Sima Qian del siglo I a. C., la primera de las Veinticuatro Historias dinásticas de China, registra una antigua tradición china que afirma que un texto sobre asuntos militares fue escrito por un tal "Sun Wu" del Estado Qi, y que este texto había sido leído y estudiado por el rey Helü de Wu (514-495 a. C.). Este texto se identificaba tradicionalmente con El arte de la guerra del «Maestro Sun». El punto de vista convencional que todavía está muy difundido en China era que Sun Wu fue un teórico militar desde finales de la época de Primaveras y Otoños (776-471 a. C.) que huyó de su estado natal de Qi al reino sudoriental de Wu, donde se dice que impresionó al rey con su capacidad para entrenar a las damas de palacio en la guerra y que hizo que los ejércitos de Wu fueran lo suficientemente poderosos como para desafiar a sus rivales occidentales en el estado Chu.
El prominente estratega, poeta y señor de la guerra Cao Cao a principios del siglo III fue el autor del primer comentario conocido de El arte de la guerra. El prefacio de Cao deja claro que él editó el texto y eliminó ciertos pasajes, pero el alcance de sus cambios no estaba claro históricamente. El arte de la guerra aparece en todos los catálogos bibliográficos de las historias dinásticas chinas, pero los listados de sus divisiones y tamaño variaban ampliamente. A principios del siglo XX, el escritor y reformador chino Liang Qichao teorizó que el texto fue escrito en realidad en el siglo IV a. C. por el supuesto descendiente de Sunzi Sun Bin (孙膑/sūn bìn), ya que varias fuentes históricas mencionan un tratado militar que él mismo escribió, titulado El arte de la guerra de Sun Bin.

### Autoría
Alrededor del siglo XII, algunos estudiosos comenzaron a dudar de la existencia histórica de Sunzi, principalmente porque no aparece en el clásico histórico Crónica de Zuo (Zuo Zhuan 左傳), que menciona a la mayoría de las figuras notables del período de primavera y otoño. El nombre "Sun Wu" (孫武) no aparece en ningún texto anterior a las Memorias históricas, y se sospecha que es un nombre descriptivo inventado que significa "el guerrero fugitivo": el apellido "Sun" se glosa como el término relacionado "fugitivo" (xùn 遜), mientras que "Wu" es la antigua virtud china de "marcial, valiente" (wǔ 武), que corresponde al papel de Sūnzǐ como el doppelgänger del héroe en la historia de Wu Zixu. A diferencia de Sun Wu, Sun Bin parece haber sido una persona real que fue una autoridad genuina en asuntos militares, y puede haber sido la inspiración para la creación de la figura histórica "Sūnzǐ" a través de una forma de evemerismo.

### Descubrimiento en Yinqueshan
En 1972, fueron descubiertas unas tablillas de bambú en la Montaña del Gorrión de Plata (Yinqueshan) en dos tumbas de la dinastía Han (206 a. C.-220 d. C.) cerca de la ciudad de Linyi en la provincia de Shandong. Entre las muchas escrituras de bambú que contenían las tumbas, selladas alrededor del año 134 y 118 a. C., respectivamente, se encontraban dos textos separados, uno atribuido a Sūnzǐ, que correspondía al texto recibido, y el otro atribuido a Sun Bin, que explicaba y ampliaba el anterior. El material del texto de Sun Bin se superpone con gran parte del texto de Sūnzǐ, y ambos pueden considerarse "una única tradición intelectual en continuo desarrollo unida bajo el nombre de Sūnzǐ". Este descubrimiento mostró que gran parte de la confusión histórica se debía al hecho de que había dos textos a los que se podría haber hecho referencia como El arte de la guerra del «Maestro Sun», no uno. El contenido del texto anterior es aproximadamente un tercio de los capítulos del moderno El arte de la guerra, y su contenido coincide muy estrechamente. Ahora se acepta generalmente que el anterior se completó en algún momento entre el 500 y el 430 a. C.

## Capítulos
El arte de la guerra está dividido en 13 capítulos (o piān); la colección se denomina un zhuàn ("todo" o, alternativamente, "crónica").
| Capítulo | Título en chino | Título en español               |
| -------- | --------------- | ------------------------------- |
| I        | 始計            | Aproximaciones                  |
| II       | 作戰            | La dirección de la guerra       |
| III      | 謀攻            | La estrategia ofensiva          |
| IV       | 軍形            | Disposiciones                   |
| V        | 兵勢            | Energía                         |
| VI       | 虛實            | Puntos débiles y puntos fuertes |
| VII      | 軍爭            | Maniobra                        |
| VIII     | 九變            | Las nueve variables             |
| IX       | 行軍            | Marchas                         |
| X        | 地形            | El terreno                      |
| XI       | 九地            | Las nueve clases de terreno     |
| XII      | 火攻            | Ataque de fuego                 |
| XIII     | 用間            | Sobre el uso de espías          |

### Resumen de los capítulos

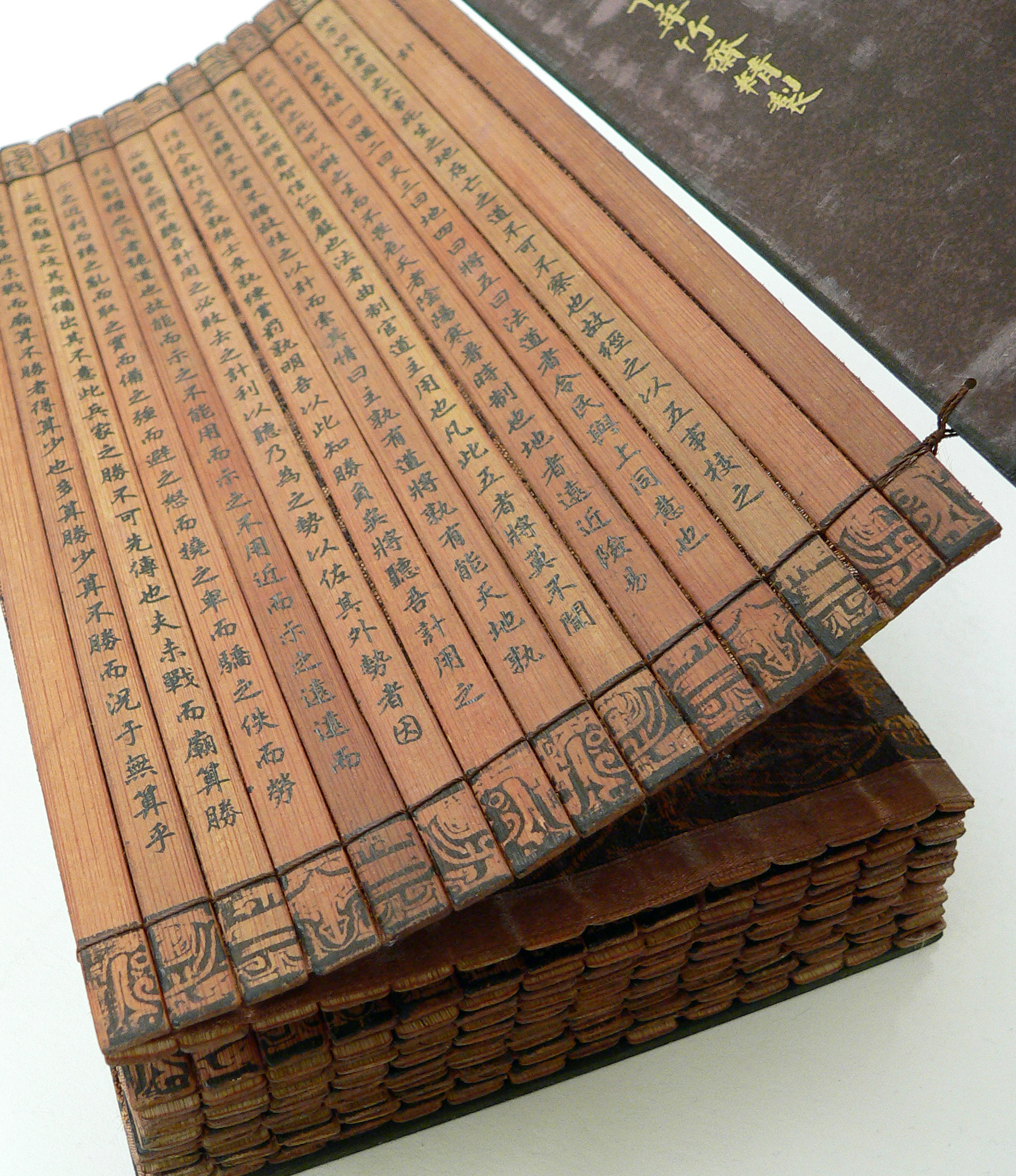
El comienzo de El arte de la guerra en un libro clásico de bambú del reinado del emperador de Qianlong.

1. Aproximaciones (chino: 始計): explora los cinco factores fundamentales, (el camino, las estaciones, el terreno, el liderazgo y la gestión) y los siete elementos que determinan los resultados de los enfrentamientos militares. Pensando, evaluando y comparando estos puntos, un comandante puede calcular sus posibilidades de victoria. La desviación habitual de estos cálculos asegurará el fallo por una acción incorrecta. El texto subraya que la guerra es un asunto muy grave para el Estado y que no debe comenzar sin la debida consideración.
2. La dirección de la guerra (chino: 作戰): explica cómo entender la economía de la guerra y cómo para alcanzar el éxito se necesitan ganar compromisos relevantes rápidamente. Esta sección advierte que el éxito de las campañas militares requiere limitar el costo de la competencia y los conflictos.
3. La estrategia ofensiva (chino: 謀攻): define la fuente de la fuerza como la unidad, no el tamaño, y discute los cinco factores que se necesitan para tener éxito en cualquier contienda. En orden de importancia, estos factores críticos son: ataque, estrategia, alianzas, ejército y ciudades.
4. Disposiciones (chino: 軍形): trata sobre la trascendencia en la defensa de las posiciones existentes hasta que un comandante sea capaz de avanzar desde esas posiciones con seguridad. Enseña a los comandantes la importancia de reconocer las oportunidades estratégicas y de no crear oportunidades para el enemigo.
5. Energía (en chino: 兵勢): explica el uso de la creatividad y el tiempo en la construcción del impulso de un ejército.
6. Puntos débiles y puntos fuertes (chino: 虛實): profundiza en cómo las oportunidades de un ejército provienen de las aperturas en el entorno causadas por la relativa debilidad del enemigo y cómo responder a los cambios en el fluido campo de batalla sobre un área determinada.
7. Maniobra (chino: 軍爭): detalla los peligros del conflicto directo y cómo ganar esos enfrentamientos cuando el comandante se ve forzado a hacerlos.
8. Las nueve variables (chino: 九變): se centra en la necesidad de flexibilidad en las respuestas de un ejército y explica cómo responder con éxito a las circunstancias cambiantes.
9. Marchas (chino: 行軍): describe las diferentes situaciones en las que se encuentra un ejército a medida que atraviesa nuevos territorios enemigos, y cómo responder a estas situaciones. Gran parte de esta sección se centra en la evaluación de las intenciones de los demás.
10. El terreno (chino: 地形): examina las tres áreas generales de resistencia (distancia, peligros y barreras) y los seis tipos de posiciones del suelo que surgen de ellas. Cada una de estas seis posiciones de campo ofrece ciertas ventajas y desventajas.
11. Las nueve clases de terreno (chino: 九地): describe las nueve situaciones (o etapas) comunes en una campaña, desde la dispersión hasta la muerte, y el enfoque específico que necesitará un comandante para navegar con éxito por ellas.
12. Ataque de fuego (chino: 火攻): explica el uso general de las armas y el uso específico del medio ambiente como arma. En esta sección se examinan los cinco objetivos de los ataques, los cinco tipos de ataques contra el medio ambiente y las respuestas adecuadas a esos ataques.
13. Sobre el uso de espías (chino: 用間): se centra en la importancia de desarrollar buenas fuentes de información, y especifica los cinco tipos de fuentes de inteligencia y la mejor manera de gestionar cada una de ellas.

## Ediciones
El texto conservado por la tradición ha persistido con bastante exactitud. El descubrimiento en 1972 de un ejemplar del Arte de la guerra en un sepulcro del norte de China sellado el año 130 antes de Cristo obligó a corregir en parte el texto de fraseologías modernizadoras que se le impusieron posteriormente. Estas partes representan unas trescientas en concreto, que afectan al 5 % del texto, y no tienen importancia fundamental para la traducción: diferencias entre un podría y un pudiese, o una coma y un punto y coma, así como adición de nexos y aclaraciones. Pero en algunos pasajes hay lecturas más fieles y seguras. En el capítulo VI se leía:

Para poder atacar y vencer con seguridad, ataca donde ellos no puedan defenderse.

Para defenderse y resistir firme, defiéndete en donde ellos no atacarán.

Cuya segunda parte no parece tener demasiado sentido. En el texto descubierto de 1972 la lectura aparece más sensata: Para defenderse y mantenerse firme, defiéndete en donde ellos ciertamente atacarán.
Otro error se detecta en el capítulo IV, pues donde dice Defiéndete y tendrás deficiencias. / Ataca y tendrás superávit, es mejor el texto descubierto en 1972: Defiéndete y tendrás superávit. / Ataca y tendrás deficiencias.

## Influencia cultural

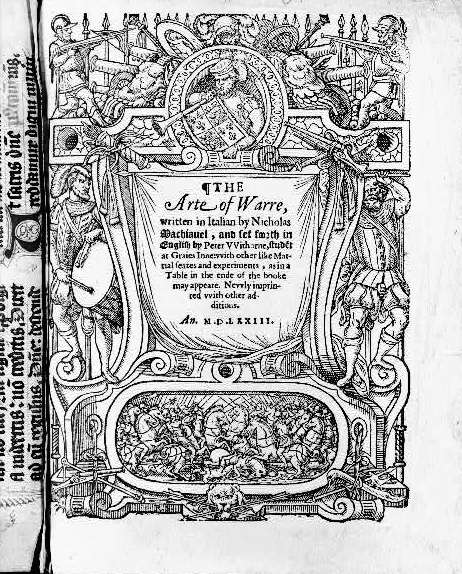
The Arte of Warre, escrito en italiano por Nicholas Machiauel y en inglés por Peter VVithorne, publicado en 1573. Dominio público, creado en 1819.

### Aplicaciones militares y de inteligencia
En todo el este de Asia, El arte de la guerra formaba parte del programa de estudios de los posibles candidatos a los exámenes del servicio militar.
Durante el período Sengoku (c. 1467-1568), se dice que el daimyō japonés llamado Takeda Shingen (1521-1573) se volvió casi invencible en todas las batallas sin depender de armas de fuego, porque estudió El arte de la guerra. El libro incluso le dio la inspiración para su famoso estandarte de batalla «Fūrinkazan» (Viento, Bosque, Fuego y Montaña), que significa rápido como el viento, silencioso como un bosque, feroz como el fuego e inamovible como una montaña.
El traductor Samuel B. Griffith ofrece un capítulo sobre "Sun Tzu y Mao Tse-Tung" donde se cita que El arte de la guerra influyó en las obras de Mao Sobre la guerra de guerrillas, Sobre la guerra prolongada y los Problemas estratégicos de la guerra revolucionaria de China, e incluye la cita de Mao: «No debemos menospreciar el dicho del libro de Sun Wu Tzu, el gran experto militar de la antigua China, Conoce a tu enemigo y conócete a ti mismo y podrás librar mil batallas sin desastre».
Durante la guerra de Vietnam, algunos oficiales del Vietcong estudiaron extensamente El arte de la guerra y, según los informes, podían recitar pasajes completos de memoria. El general Võ Nguyên Giáp implementó con éxito las tácticas descritas en El arte de la guerra durante la batalla de Dien Bien Phu, poniendo fin a la importante participación francesa en Indochina y conduciendo a los acuerdos que dividieron Vietnam en Norte y Sur. El general Võ, más tarde el principal comandante militar del PVA en la guerra de Vietnam, era un ávido estudiante y practicante de las ideas de Sun Tzu. La derrota de Estados Unidos allí, más que ningún otro evento, atrajo la atención de los líderes de la teoría militar norteamericana hacia el Sun Tzu.
El Departamento del Ejército de los Estados Unidos, a través de su Escuela de Comando y Estado Mayor, enumera El arte de la guerra como un ejemplo de un libro que puede guardarse en la biblioteca de una unidad militar.
El arte de la guerra figura en el Programa de lectura profesional del Cuerpo de Marines (anteriormente conocido como Lista de lectura del comandante). Es una lectura recomendada para todo el personal de inteligencia militar de los Estados Unidos.
El arte de la guerra se utiliza como material didáctico en la Academia Militar de Estados Unidos en West Point, en el curso de Estrategia Militar (470), y también es una lectura recomendada para los cadetes de Oficiales Reales de la Academia Militar Real de Sandhurst. Algunos líderes militares notables han declarado lo siguiente sobre Sun Tzu y el arte de la guerra:
«Siempre tuve una copia de El arte de la guerra en mi escritorio», general Douglas MacArthur, General de 5 Estrellas y Comandante Supremo de las Potencias Aliadas.
«He leído El arte de la guerra de Sun Tzu. Sigue influyendo tanto en soldados como en políticos», general Colin Powell, jefe del Estado Mayor Conjunto, asesor de Seguridad Nacional y secretario de Estado.
Según algunos autores, la estrategia del engaño de El arte de la guerra fue estudiada y ampliamente utilizada por la KGB: «Obligaré al enemigo a tomar nuestra fuerza por debilidad, y nuestra debilidad por fuerza, y así convertiré su fuerza en debilidad». El libro es ampliamente citado por los oficiales de la KGB a cargo de las operaciones de desinformación en la novela Le Montage, de Vladimir Volkoff.
El mariscal de campo finlandés Mannerheim y el general Aksel Airo eran ávidos lectores de El arte de la guerra. Ambos lo leyeron en francés; Airo mantuvo la traducción al francés del libro en su mesita de noche en su habitación.

### Aplicaciones fuera del ámbito militar
La obra muestra la inteligencia y la frescura de los ensayos de Sun Tzu. En ella Sun Tzu explica al detalle los preparativos previos a la guerra: estrategias de engaño, disposición de las tropas en el campo de batalla, armamento necesario, carros de combate, etcétera. Cómo poder llegar a vencer al enemigo sin tener que desempeñarse al enfrentamiento cara a cara: simplemente imponiendo una moral dominante, infundiendo el miedo al enemigo para así lograr el planteamiento central del libro: «poder vencer sin llegar a la batalla».

Lo supremo en el arte de la guerra consiste en someter al enemigo sin darle batalla.

Algunos sugieren que las enseñanzas contenidas en El arte de la guerra pueden aplicarse fuera del ámbito militar. En tiempos recientes, el libro ha sido utilizado como guía en programas de administración de empresas y liderazgo dedicados a la gestión de conflictos y la cultura corporativa. Numerosos hombres de negocios dicen haber encontrado maneras de resolver sus conflictos, en las estrategias y tácticas descritas por Sun Tzu.
Este libro de estrategias influyó a grandes personajes históricos como Napoleón Bonaparte o Mao Tse Tung. El propósito de Sun Tzu era guiar a los jefes militares y gobernantes en el planteamiento inteligente de una guerra victoriosa, a fin de que tuviesen las herramientas necesarias y de análisis para saber si era adecuada la guerra o no.
En tiempos modernos el mundo se ha envuelto en competencias en los negocios, la política, el deporte e incluso en las artes y es necesario tener estrategias y preparación para vencer a tu enemigo pues la guerra no es solo entre dos ejércitos, según distintos psicólogos y sociólogos[¿quién?] han concluido que es por medio del conflicto que los problemas se resuelven[cita requerida]. La forma ideal que nos enseña Sun Tzu a través del Arte de La Guerra es «vencer sin derramar sangre».
El libro es el punto central del álbum The Art of War, de la banda sueca de power metal Sabaton, lanzado en el año 2008.

## Anotaciones
Antes del descubrimiento por los arqueólogos de la versión en rollo de bambú en abril de 1972, una versión comúnmente citada de El arte de la guerra eran las Anotaciones de las Estrategias de Sun Tzu de Cao Cao, el fundador del reino de Wei. En el prefacio, escribía que las anotaciones previas no se centraban en las ideas esenciales. Otras anotaciones mencionadas en los libros de historia oficiales incluyen la Estrategia Militar de Sun Tzu de Shen You (176-204), la Copia de la Estrategia Militar de Sun Tzu de Jia Xu, la Estrategia Militar de Sun Tzu de Cao Cao y Wang Ling.
El Libro de Sui documentó siete libros a los que se pone el nombre de Sunzi. Una anotación de Du Mu también incluye la anotación de Cao Cao. El Arte de la Guerra de Li Jing se dice que fue una revisión de las estrategias del Maestro Sun. Las anotaciones de Cao Cao, Du Mu y Li Cuando se tradujeron a la lengua tangut antes del 1040. Un libro llamado Diez Escuelas de El Arte de Anotaciones de Guerra fue publicado antes de 1161.
Tras la invención de la imprenta El Arte de la Guerra (con las anotaciones de Cao Cao) fue publicado en un libro de texto militar junto con otros seis libros de estrategia, colectivamente conocidos como Los Siete Clásicos Militares (武經七書/武经七书).
Como libros de texto militares de lectura obligatoria desde la Dinastía Song, Los Siete Clásicos Militares habían tenido muchas anotaciones. Hoy en día existen más de 30 versiones diferentes de estos libros con anotaciones.
Las dos versiones chinas tradicionales más comunes del Arte de Guerra (el Focus de Especialista Completo y la Biblia Militar ) fueron las fuentes para la primera traducción a lengua inglesa y otros. No fue hasta los años 1970 que estos trabajos se compilan, con más descubrimientos arqueológicos recientes, en una versión más completa única en Taipéi, Taiwán. El trabajo que resulta se conoce como la Versión Completa del Arte de la Guerra de Sun Tzu.